# الأكاديمية الأمريكية في روما
الأكاديمية الأمريكية في روما هي مُؤسسة البُحوث والفنون الموجودة في (Gianicolo) في روما. الأكاديمية عُضو في «مجلس مراكز الأبحاث الأجنبية الأمريكية».

## التاريخ
في عام 1893، اجتمعت مَجموعة من المُهندسين المعماريين والرسامين والنحاتين الأمريكيين بانتظام أثناء التَخطيط لقسم الفنون الجميلة من المعرض الكولومبي في العالم سنة 1893 في شيكاغو. وناقش الفريق فِكرة تشكيل مَدرسة أمريكية للفنانين في أوروبا، كمكان للفنانين الأمريكيين لدراسة المهارات وزيادتها. بقيادة تشارلز ف. ماك كيم، ميد اند وايت، حيثُ قرروا أن روماالتي تعتبرها متحف حقيقي من روائع الرسم والنحت والهندسة المعمارية على مر العصور، سَيكون أفضل مكان للمدرسة. حيث بَدأ البرنامج مع مؤسسات مثل جامعة كولومبيا وجامعة بنسلفانيا، التي من شأنها تَقديم المِنح الدراسية للفنانين لتمويل سفرهم إلى روما. في أكتوبر عام 1894 افتتحت المدرسة الأمريكية للعمارة مؤقتا في قَصر تورلونيا؛ من إخراج أوستن W. لورد، كانَ لَديه ثلاثة زملاء، طالب واحد زائر، ومكتبة مع مجلد واحد. في يوليو عام 1895، انتقل البرنامج إلى أكبر فيلا أورورا. وأتاح استئجار مساحة للمدرسة الأمريكية للدراسات الكلاسيكية ومكتبة الآثار البريطانية والأمريكية والمُساهمات المالية من ماكيم التي سمحت للمدرسة أن تبقى مفتوحة.
في عام 1895، تَم تأسيس المدرسة الأمريكية للهَندسة المعمارية في روما في ولاية نيويورك وصدرت 10 أسهم من الأسهم الرأسمالية. على الرغم من الجُهودالمبذولة في جمع التّبرعات وانسحاب المدرسة الأمريكية للدراسات الكلاسيكية من فيلا أورورا، كافَحت المنظمة مالياً. وتكبد ماكيم للخسارة المالية بأمواله الشخصية. هذه الصراعات سوف تتسبب لللمدرسة الأمريكية للهندسة المعمارية بإعادة هيكلة وقاعدة برنامجها على الأكاديمية الفرنسية. في يونيو عام1897، حَلّت المؤسسة نفسها وشكلت الأكاديمية الأمريكية في روما. وكان من بين شركائها تشارلز مور.
قدمت الأكاديمية مشاريع قوانين إلى الكونغرس الأمريكي لجعلها «مؤسسة وطنية»، والتي كانت ناجحة. في عام 1904، انتقلت الأكاديمية إلى فيلا ميرافيور، التي تم شراؤهاوتجديدها. وشكلوا وقفاً، جمع أكثر من مليون دولار، وتم تعيين الذين تبرعوا بأكثر من 100,000 دولار كمؤسسين. وكان من بين هؤلاء المؤسسين: ماكيم، كلية هارفارد، مؤسسة كارنيجي، جيه بي مورجان، جيه بي مورغان، جون د. روكفلر، الابن، مؤسسة روكفلر، ويليام ك. فاندربيلت، هنري والترز، وغيرهم. ومنذ ذلك الحين، كانت الأكاديمية الأمريكية دائما في المقام الأول ممولة من القطاع الخاص. واليوم، يأتي التمويل من التبرعات الخاصة، فضلاً عن المِنح المقدمة من الصندوق الوطني للفنون والمؤسسة الوطنية للعلوم الإنسانية ().
في عام 1912، اندمجت المدرسة الأمريكية للدراسات الكلاسيكية في روما مع الأكاديمية، ومنحت الأكاديمية جناحين: واحد يركز علي الفنون الجميلة والآخر على الدراسات الكلاسيكية. وكانت المرأة جزءاً من مدرسة الدراسات الكلاسيكية، ولكن لم يسمح لها بالمشاركة في مدرسة الفنون الجميلة إلا بعد الحرب العالمية الثانية. منذ عام 1914، جوزيف برودسكي، والأراضي المزروعة ارون، ونادين غوريتا، وماري مكارثي، فيليب ستون، وفرانك ستيلا، وليام المصممين، ومايكل القبور، وروبرت بن وارن، أوسكار الوس وإليزابيث موراي، من بين آخرين، قد جاؤوا للاكاديمية للإلهام.
في الفترة من عام 1970 إلى 1973، كان المؤرّخ الفني بارتليت هايز الابن مدير الأكاديمية. كان كلاسيست جون ه. د. أرمز المدير المقيم للأكاديمية الأمريكية وأستاذاً في كلية الدراسات الكلاسيكية من عام 1977 إلى 1980. بين عامي 1980 و 1984، عززت المديرة صوفي كونساجرا علاقات الأكاديمية مع المجتمع الروماني والحكومة الإيطالية. وساعدت أديل شاتفيلد تايلور، خلال فترة رئاستها في عامي 1988 و 2013، على استعادة مبنى مكيم ومبنى ميد وايت التابع للأكاديمية بتكلفة 8.2 مليون دولار ، وأشرفت على حملة رأس المال التي نمت فيها مؤسسة الوقف إلى 100 مليون دولار. كما أنها جلبت أليس ووترز إلى مشروع روما الغذائي المستدام، الذي يجمع الطهاة من الولايات المتحدة لاستكشاف التقاليد الغذائية المستدامة الإيطالية والطهي لضيوف الأكاديمية.
أصبح مارك روبنز رئيسا ومدير تنفيذياً للأكاديمية في يناير عام 2014.

## البرامج
تعد الأكاديمية «موطنا» للباحثين والفنانين الأمريكيين الزائرين الذين مُنحوا جائزة روما. ويمنح كل سنة ما يصل إلى 30 (15 فنانا و 15 باحثا) لأكثر من 1000 متقدم،  تمنح جائزة روما للعمل في المجالات التالية: الدراسات الكلاسيكية والدراسات القديمة ودراسات العصور الوسطى والدراسات الإيطالية الحديثة والهندسة المعمارية، والتصميم، والحفاظ التاريخي، والحفاظ على الفن، وتجميل الأراضي، والتكوين الموسيقي، والفن البصري، والأدب. وتشمل جائزة روما شروطا تتراوح بين ستة أشهر وسنتين في الزمالات الدراسية في الأكاديمية؛ (000 16 دولار لمدة ستة أشهر و 000 28 دولار للزمالات لمدة سنة واحدة)؛ ومساحة العمل والمعيشة في الحرم الجامعي 11 فداناً.
وبالإضافة إلى زملاء جائزة روما، فإن الباحثين والفنانين الزائرين يعيشون و / أو يعملون في الأكاديمية لفترات مختلفة.

## الموقع
تَقع الأكاديمية في عدة مبانٍ. حبث تم تصميم المبنى الرئيسي من قبل شركة مكيم، ميد آند وايت وفتحت في عام 1914. تقع تحت أرضية الطابق السُفلي من المبنى الرئيسي يكمن جزء من أكوا تريانا التي تم اكتشافها في 1912-1913.  يحتوي الفناء على نافورة صممها النحات بول مانشيب. صمم المهندس المعماري مايكل جريفز مكتبة الكتب النادرة في عام 1996.
وتمتلك الأكاديمية أيضاً فيلا أوريليا ، وهي عبارة عن عقار تم بناؤه لصالح كاردينال جيرولامو فارنيز في عام 1650. وكان المبنى بمثابة مقر جيوسيبي غاريبالدي أثناء الحصار الفرنسي لروما في عام 1849. تعرضت الفيلا لأضرار بالغة أثناء الهجوم، رممت ثم تم شراؤها من قبل فيلادلفيا وريثة كلارا جيسوب هيلاند. تُوفيت هيلاند في عام 1909، وتعود ملكية الفيلا للأكاديمية بإرادتها.

## الوصلات الخارجية
- American Academy in Rome
- Smithsonian Archives of American Art — The American Academy in Rome archives.